# Patrick Stewart
Sir Patrick Stewart (nascut el 13 de juliol de 1940) és un actor anglès. Amb una carrera que abasta més de set dècades d'escenari i pantalla ha rebut diversos reconeixements, incloent-hi dos Premis Olivier i un Premi Grammy, així com nominacions per a un Premi Tony, tres Globus d'Or, quatre Premis Emmy i tres Premis del Sindicat d'Actors. Va ser nomenat cavaller per la reina Elisabet II del Regne Unit pels seus serveis al drama el 2010.
El 1966, Stewart es va convertir en membre de la Royal Shakespeare Company. Va debutar al teatre de Broadway el 1971 en una producció de El somni d'una nit d'estiu. El 1979, va rebre el Premi Laurence Olivier al millor actor secundari per la seva actuació a Antoni i Cleòpatra al teatre del West End. El seu primer paper televisiu va ser a Coronation Street el 1967. Els seus primers papers importants a la pantalla van ser a Fall of Eagles (1974), Jo, Claudi (1976) i Tinker Tailor Soldier Spy (1979). El 2008 va repetir el seu paper de Rei Claudi a Hamlet i va rebre la seva segona nominació al Premi Olivier i la seva primera nominació al Premi Tony per a les produccions teatrals del West End i Broadway, respectivament.
Stewart va aconseguir fama internacional pel seu paper principal com a capità Jean-Luc Picard a Star Trek: La nova generació (1987–1994), un paper que va repetir en una sèrie pel·lícules i Star Trek: Picard (2020–2023). Va protagonitzar el Capità Ahab a la minisèrie USA Moby Dick (1998), Ebenezer Scrooge a la pel·lícula de televisió TNT A Christmas Carol (1999) i El rei Enric II a la pel·lícula de Showtime The Lion in Winter (2003). Va ser nominat al Premi Primetime Emmy al millor actor convidat en una sèrie de comèdia pels seus papers còmics a les comèdies de situació de la NBC Frasier (2003) i a la sèrie de comèdia de la BBC Extras (2005). També va protagonitzar la sèrie de comèdia de Starz Blunt Talk (2015–2016). Va posar veu a l'executiu de la CIA Avery Bullock a American Dad! (2005–present).
Al cinema, va aconseguir fama interpretant el professor Charles Xavier a la sèrie de pel·lícules X-Men del 2000 al 2017, i va repetir el paper a l'Univers cinematogràfic Marvel. També va actuar a Hedda (1975), Excàlibur (1981), Dune (1984), L.A. Story (1991), Les boges, boges aventures de Robin Hood (1993), Jeffrey (1995) i The Kid Who Would Be King (2019). També ha posat veu a El guardià de les paraules (1994), El príncep d'Egipte (1998), Jimmy Neutron: El nen inventor (2001), Chicken Little (2005), Gnomeo & Juliet (2011) i Ted (2012).

## Primers anys de vida i educació
Patrick Stewart va néixer a Mirfield al West Riding de Yorkshire el 13 de juliol de 1940, fill de Gladys (née Barrowclough), teixidora i treballadora tèxtil, i Alfred Stewart (1905–1980), sergent major de regiment del [[Regiment de Paracaigudistes (Regne Unit)] de l'Exèrcit Britànic durant la Segona Guerra Mundial, que més tard va treballar com a peó general i carter. Té dos germans grans anomenats Geoffrey (nascut el 1925) i Trevor (nascut el 1935). Va passar gran part de la seva infància en una llar pobra a Mirfield, on va patir violència domèstica a mans del seu pare. Com a resultat del servei en temps de guerra durant l'evacuació de Dunkerque, el seu pare va patir fatiga de combat, que ara es coneix com a TEPT. Stewart va dir el 2008: "El meu pare era un individu molt potent, un home molt poderós, que aconseguia el que volia. Es deia que quan entrava al pati de desfilada, els ocells deixaven de cantar. Van passar molts, molts anys abans que em donés compte de com el meu pare s'havia inserit en la meva obra. M'he deixat créixer el bigoti per a Macbeth. El meu pare no en tenia, però quan em vaig mirar al mirall just abans de pujar a l'escenari vaig veure la cara del meu pare mirant-me fixament".
Stewart va assistir a la Crowlees Junior and Infant School, una escola afiliada a l'Església d'Anglaterra a Mirfield. Més tard va atribuir la seva carrera d'actor al seu professor d'anglès allà, Cecil Dormand, que "va posar una còpia de Shakespeare a la mà [de Stewart]" i li va dir que s'aixequés i actués. Va ingressar a l'Escola Secundària Moderna de Mirfield el 1951, als 11 anys, i hi va continuar estudiant teatre. Més o menys al mateix temps, va conèixer i es va fer amic del seu company actor Brian Blessed en un curs de teatre a Mytholmroyd. Als 15 anys, va deixar l'escola i va augmentar la seva participació en el teatre local. Es mantenia treballant com a reporter i escriptor d'obituaris per al diari local, però va deixar la feina després d'un any quan el seu cap li va donar un ultimàtum per triar entre actuar o periodisme. Segons un dels seus germans, Stewart assistia als assajos de teatre quan se suposava que havia de treballar i després inventava les històries sobre les quals informava o convençava altres periodistes perquè el substituïssin. Stewart va aconseguir una feina en una botiga de mobles, que no sols li va permetre assistir als assajos amb pocs conflictes d'horaris, sinó que també va descobrir que el seu talent teatral era aplicable, cosa que el va fer productiu en vendes mentre practicava la seva tècnica d'actuació adaptant el seu discurs de vendes per a cada client. També es va entrenar en boxa. Ha dit que la interpretació li va servir com a mitjà d'autoexpressió a la seva joventut. Stewart i Blessed van rebre més tard beques per assistir a la Bristol Old Vic Theatre School. Stewart va ser la primera persona que no es va graduar ni a Oxford ni a Cambridge a rebre una beca del West Riding Council..

## Carrera

### Inicis de la seva carrera com a actor (1959–1987)
La primera aparició professional de Stewart a un escenari va ser el 19 de maig de 1959 al Theatre Royal de Bristol (per a la Bristol Old Vic Company), interpretant Cutpurse (un lladre entre el públic per al obra dins d'una obra) a Cyrano de Bergerac, dirigida per John Hale. Després d'un període amb la Manchester's Library Theatre, Stewart es va convertir en membre de la Royal Shakespeare Company el 1966, i va romandre amb ells fins al 1982. Va ser artista associat de la companyia el 1967. Va aparèixer amb actors com Ben Kingsley i Ian Richardson. El gener de 1967, va fer la seva primera aparició televisiva a Coronation Street com a oficial de bombers. El 1969, va tenir un breu cameo a la televisió com a Horaci, al costat de Hamlet, interpretat per Ian Richardson, en una representació de l'escena de l'enterrador com a part del sisè episodi de la sèrie de televisió Civilisation de Sir Kenneth Clark. A principis dels anys setanta, el professor Homer Swander de la UCSB el va contractar per ajudar a ensenyar Shakespeare als estudiants universitaris americans, cosa que el va portar a la seva irrupció a Hollywood. Va debutar a Broadway com a Snout a la llegendària producció de 1970 de El somni d'una nit d'estiu, i després es va traslladar al Royal National Theatre a principis dels anys vuitanta.
Al llarg dels anys, Stewart va interpretar papers en moltes sèries de televisió importants sense arribar a ser mai un nom conegut. Va aparèixer com a Vladimir Lenin a Fall of Eagles; Luci Eli Sejà a Jo, Claudi; Karla a Tinker Tailor Soldier Spy i Smiley's People; Claudi en una adaptació de la BBC de Hamlet el 1980. Va prendre el paper principal romàntic masculí en l'adaptació de la BBC el 1975 de North and South d'Elizabeth Gaskell. També va protagonitzar el paper principal, com a consultor psiquiàtric Dr. Edward Roebuck, a Maybury de la BBC el 1981. Va continuar fent papers menors en pel·lícules, com ara el Rei Leondegrance a Excàlibur (1981) de John Boorman, el personatge Gurney Halleck a Dune (1984) de David Lynch, el Dr. Armstrong a Força vital (1985) de Tobe Hooper i Enric Grey a Lady Jane (1986), la història de la reina anglesa. Jane Grey.
Stewart preferia el teatre clàssic a altres gèneres, preguntant a l'actriu de Doctor Who Lalla Ward per què treballaria en ciència-ficció o en televisió. El 1987, tot i així, va acceptar treballar a Hollywood en un revival de Star Trek, després que Robert H. Justman el veiés mentre assistia a una lectura literària a la UCLA. Stewart no sabia res de la influència cultural de Star Trek ni del seu estatus icònic en la cultura americana. Es va mostrar reticent a signar el contracte estàndard de sis anys, però ho va fer perquè ell, el seu agent i altres persones amb qui Stewart va consultar creien que el nou espectacle fracassaria ràpidament i que tornaria a la seva carrera als escenaris londinencs després de guanyar alguns diners. Malgrat això, el col·lega de confiança de Stewart, Ian McKellen, va ser particularment contundent aconsellant a Stewart que no abandonés la seva carrera teatral per aquesta incursió a la televisió, cosa que Stewart va haver de desestimar considerant l'oportunitat. Mentre era a Hollywood, va passar 18 mesos utilitzant el nom professional "Patrick Hewes Stewart" mentre negociava els drets del seu nom original amb un actor estatunidenc que ja l'havia registrat al Sindicat d'Actors de Cinema.

### Carrera al cinema i la televisió (1987–present)

#### Star Trek: La nova generació

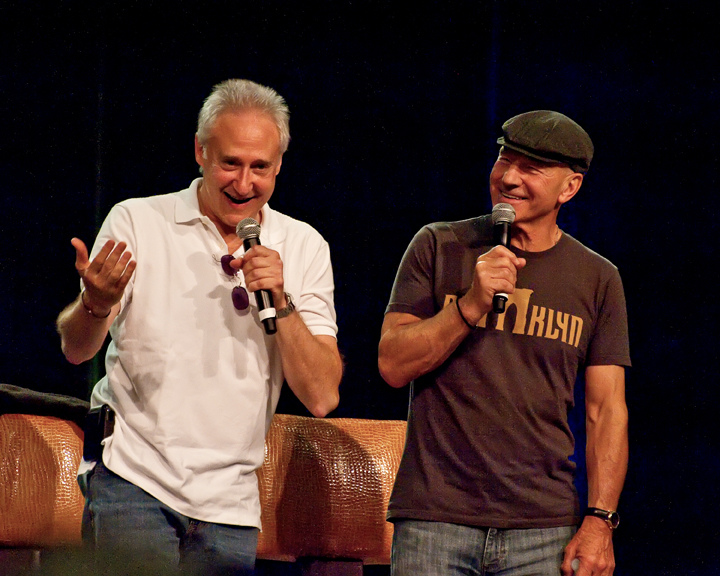
Stewart amb el coprotagonista a Star Trek Brent Spiner el 2010

Quan Stewart va ser escollit per al paper del capità Jean-Luc Picard a Star Trek: La nova generació (1987–1994), el Los Angeles Times el va qualificar d'"actor shakespearià britànic desconegut". Encara vivint portant la maleta a causa del seu escepticisme sobre l'èxit de la sèrie, no estava preparat per al llarg calendari de producció televisiva que començava a les 4:45 del matí cada dia. Inicialment va tenir dificultats per integrar-se amb els seus companys de repartiment menys disciplinats. En entrevistes, va recordar amb vergonya un moment en què va renyar el repartiment principal per ser poc professional en la seva opinió, dient "No som aquí... per divertir-nos!" A més, Stewart ha declarat que el seu "ànim s'enfonsava" sempre que se li demanava que memoritzés i recités tecnoxerrameca. Finalment va arribar a entendre millor les diferències culturals entre l'escenari i la televisió i es va relaxar fins a cert punt a la feina, i la seva línia tècnica preferida es va convertir en "continu espai-temps".
Stewart va mantenir una bona amistat amb els seus companys actors de "Star Trek" i es va convertir en el seu defensor davant els productors quan calia. Marina Sirtis va atribuir a Stewart "almenys el 50%, si no més" de l'èxit del programa perquè altres imitaven la seva professionalitat i dedicació a la interpretació. Jonathan Frakes va dir que, amb alguns programes en què havia participat, hi havia actors que es presentaven sense haver llegit el guió, però Stewart havia "posat un llistó molt alt per a la preparació. Tots vam venir a treballar al matí completament preparats. Sabíem els nostres textos i havíem desglossat el guió".
Realment no va ser fins que va acabar la primera temporada [quan] vaig anar a la meva primera convenció de «Star Trek»... [Jo] esperava estar davant d'uns quants centenars de persones i vaig descobrir que hi havia dues mil cinc-cents persones i que ja sabien més coses sobre mi del que mai hauria pogut creure. 
Stewart es va fer ric inesperadament a causa de l'èxit de la sèrie. El 1992, durant una pausa en el rodatge, Stewart va calcular que havia guanyat més durant aquella pausa que amb deu setmanes de Woolf a Londres. Del 1994 al 2002, també va interpretar Picard a les pel·lícules Star Trek: Generations (1994), Star Trek: First Contact (1996), Star Trek: Insurrection (1998) i Star Trek: Nemesis (2002); i a "Emissary", episodi pilot de Star Trek: Deep Space Nine, i va rebre una nominació al premi del Sindicat d'Actors de Cinema de 1995 per "Millor actuació d'un actor masculí en una sèrie dramàtica".
Quan li van preguntar el 2011 quin era el punt culminant de la seva carrera, va triar "Star Trek: The Next Generation", perquè "ho va canviar tot [per a mi]". També ha dit que està molt orgullós del seu treball a "Star Trek: La nova generació" pels seus missatges socials i l'impacte educatiu en els joves espectadors. Quan se li va preguntar sobre la importància del seu paper en comparació amb la seva distingida carrera shakespeariana, va dir: "El fet és que tots aquells anys a la Royal Shakespeare Company —interpretant tots aquells reis, emperadors, prínceps i herois tràgics— no van ser res més que una preparació per seure a la cadira del capità de l'Enterprise". Entre els elogis que ha rebut hi ha els lectors de TV Guide que el van escollir el 1992 juntament amb Cindy Crawford, de qui no havia sentit a parlar mai, com l'home i la dona "més audaços" de la televisió. En una entrevista amb Michael Parkinson, va expressar la seva gratitud per la resposta de Gene Roddenberry a un periodista que va dir: "Segurament haurien curat la calvície al "segle XXIV", a la qual cosa Roddenberry va respondre: "Al segle XXIV, no els importaria".
"Va arribar un punt en què no tenia ni idea d'on començava Picard i on acabava jo. Ens vam superposar completament. La seva veu es va convertir en la meva veu, i hi havia altres elements d'ell que es van convertir en mi"... Cap director de Hollywood volia contractar aquest noi anglès calb, de veu profunda i imponent perquè tothom sabia que era Picard i que no podia ser ningú més. De fet, va tornar a interpretar el paper del professor Charles Xavier, un noi anglès calb, de veu profunda i imponent, a les pel·lícules dels "X-Men".  
El 4 d'agost de 2018, la CBS i Stewart van anunciar conjuntament que repetiria el seu paper de Jean-Luc Picard en una nova sèrie de "Star Trek". En un comunicat preparat, Stewart va dir que ell i els productors de la nova sèrie "s'esforçarien per donar vida a una història fresca, inesperada i pertinent una vegada més".

#### Sèrie de pel·lículesX-Men
L'èxit de les franquícies de televisió i cinema Star Trek: La nova generació encasellaren Stewart com a Picard i l'obtenció d'altres papers es va tornar difícil. També li va costar tornar als escenaris a causa de la seva llarga absència. Va comentar que mai no s'hauria unit a La nova generació si hagués sabut que s'emetria durant set anys: "No, no. NO. I mirant enrere ara encara m'espanta una mica pensar que gran part de la meva vida va estar totalment dedicada a Star Trek i gairebé res més".

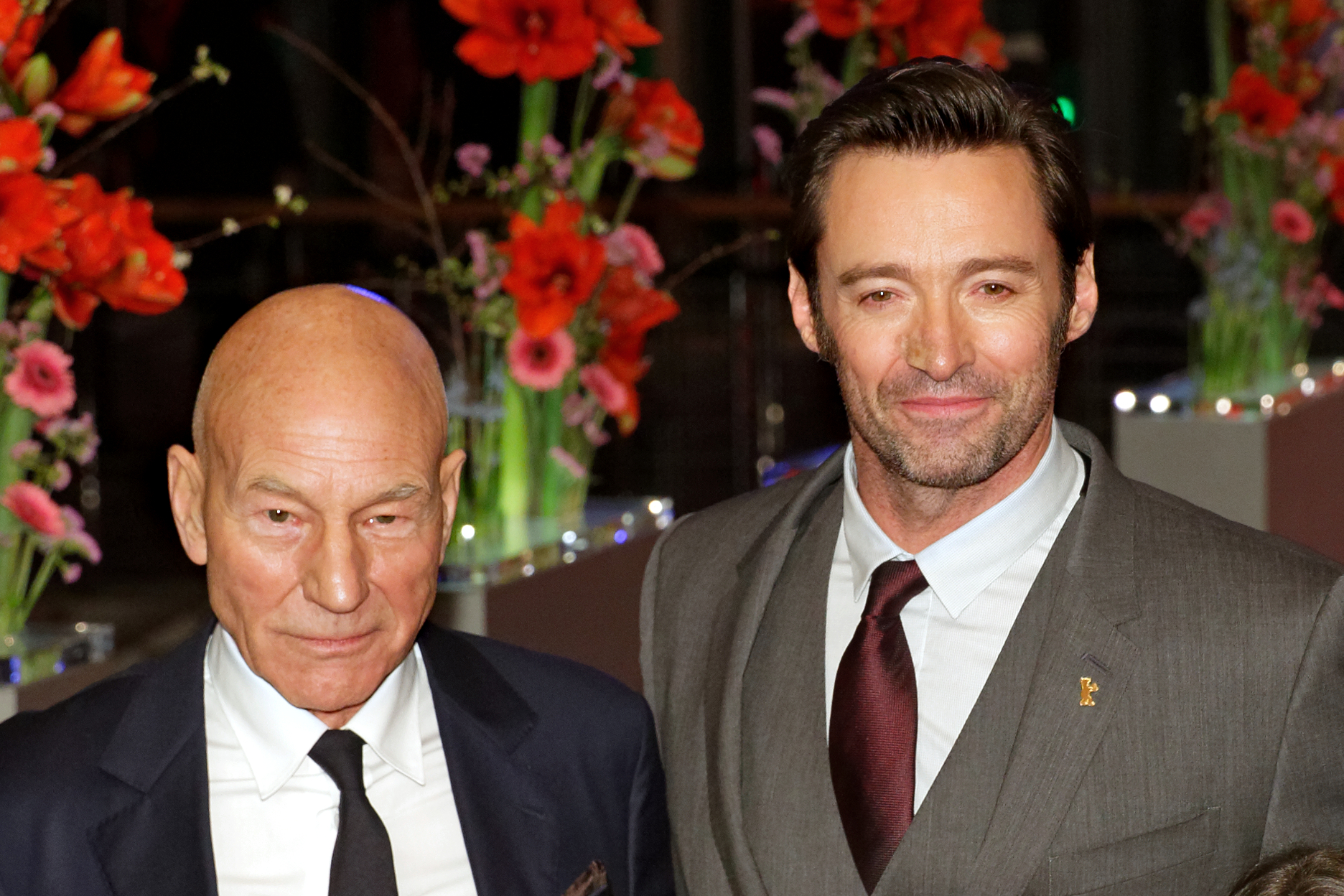
Stewart amb el coprotagonista Hugh Jackman a l'estrena mundial de 2017 de Logan

Tanmateix, a finals dels anys noranta va acceptar un paper clau a la sèrie de pel·lícules de gran pressupost X-Men, com a professor Charles Xavier, fundador i mentor de l'equip de superherois, un paper similar en molts aspectes al de Picard. Inicialment es va mostrar reticent a signar per una altra franquícia cinematogràfica, però el seu interès a treballar amb el director Bryan Singer el va convèncer. A més, a Stewart es va unir Ian McKellen, que ja havia admès que el seu amic havia fet una elecció prudent actuant en una popular pel·lícula de ciència-ficció, que va interpretar l'amic i enemic ideològic de Xavier, el supervilà Magneto. Stewart ha interpretat el paper en set llargmetratges (X-Men, X-Men 2, X-Men: The Last Stand, X-Men Origins: Wolverine, The Wolverine, X-Men: Days of Future Past i Logan) i ha posat la veu al paper en diversos videojocs (X-Men Legends, X-Men Legends II i X-Men: Next Dimension). Stewart va anunciar que deixaria la franquícia cinematogràfica X-Men després de Logan.
El 2022, Stewart va interpretar el professor Xavier de la Terra-838 a la pel·lícula de l'Univers Cinematogràfic Marvel Doctor Strange in the Multiverse of Madness. Repetirà el seu paper a la propera pel·lícula Avengers: Doomsday.

#### Documentals
El 2011, Stewart va aparèixer al llargmetratge documental The Captains al costat de William Shatner (que va interpretar el capità James Kirk de Star Trek). Shatner també va escriure i dirigir la pel·lícula. A la pel·lícula, Shatner entrevista actors que han interpretat capitans dins de la franquícia Star Trek. La pel·lícula presta molta atenció a les entrevistes de Shatner amb Stewart a casa seva a Oxfordshire, així com a una convenció de Star Trek a Las Vegas, Nevada; Stewart revela la por i els errors personals que van venir acompanyats del seu mandat com a capità de la Flota Estel·lar, i també els grans triomfs que creu que van acompanyar el seu paper com a Picard. lE 2016, va narrar "Connected Universe", un documental finançat amb micromecenatge dirigit per Malcolm Carter sobre les idees de l'autoproclamat físic Nassim Haramein..

#### Altres pel·lícules i televisió

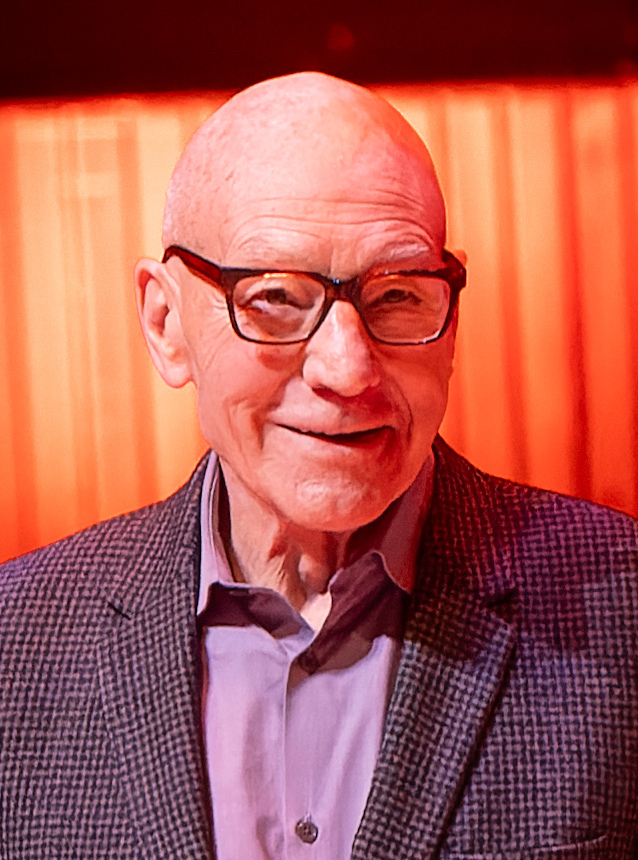
Stewart el 2023

Altres papers de Stewart al cinema i la televisió inclouen el de Sterling, extravagantment gai, a la pel·lícula de 1995 Jeffrey i el del rei Enric II a The Lion in Winter, per la qual va rebre una nominació al Globus d'Or per la seva actuació i una nominació al Premi Emmy com a productor executiu de la pel·lícula. Va interpretar el Capità Ahab a la versió televisiva de 1998 de Moby Dick, i va rebre una nominació als premis Emmy i una nominació als Globus d'Or per la seva actuació. Va protagonitzar la pel·lícula de 1998 Safe House. També va interpretar Scrooge en una versió televisiva de 1999 de Un conte de Nadal de Charles Dickens, i va rebre una nominació als premis del Sindicat d'Actors de Cinema per la seva actuació.
A finals del 2003, durant l'onzena i última temporada de Frasier de la NBC, Stewart va aparèixer a la sèrie com un membre de l'alta societat i director d'òpera gai de Seattle, que confon Frasier amb un possible amant. El juliol del 2003, va aparèixer a la segona temporada (episodi 09) de Top Gear al segment Star in a Reasonably-Priced Car, aconseguint un temps d'1:50 a la Liana. El 2005, va ser escollit com a professor Ian Hood en una sèrie de thriller de 4 episodis d'ITV Eleventh Hour, creada per Stephen Gallagher. El primer episodi es va emetre el 19 de gener de 2006. També, el 2005, va interpretar el Capità Nemo en una adaptació en dues parts de Mysterious Island. Stewart també va aparèixer com una caricatura de si mateix obsessionada amb la nuesa a la sèrie de televisió Extras de Ricky Gervais i Stephen Merchant. Va interpretar John Bosley a la pel·lícula de comèdia d'acció del 2019 Charlie's Angels, estrenada el 15 de novembre.
També va ser actor de doblatge a les pel·lícules d'animació El príncep d'Egipte, Jimmy Neutron: El nen inventor, Chicken Little, The Pagemaster, Emoji: La pel·lícula, Dragon Rider, els doblatges en anglès de les pel·lícules d'anime japoneses Nausicaä de la Vall del Vent, de Hayao Miyazaki, i Steamboy, de Katsuhiro Otomo. Va donar suport a la seva ciutat natal de Dewsbury, a West Yorkshire, prestant la seva veu a una sèrie de vídeos sobre la ciutat el 1999. Va posar veu al porc Napoleó en una adaptació televisiva de la novel·la La rebel·lió dels animals de George Orwell i va ser estrella convidada a l'episodi d' Els Simpsons "Homer the Great" com a número u. Stewart també va gravar una narració prevista per al pròleg i l'epíleg de Malson abans de Nadal de Tim Burton, però la pel·lícula final va utilitzar una altra veu (la narració original només apareix a la primera edició de la banda sonora de la pel·lícula). Interpreta un paper recurrent com a subdirector de la CIA, Avery Bullock, prestant la seva semblança i la seva veu a la sèrie animada American Dad!. També ha fet diverses aparicions com a convidat a Family Guy en diversos papers. Stewart també apareix com a narrador al debut com a director de Seth MacFarlane el 2012, Ted. El 2006, Stewart va posar la veu al pare de Bambi, el Gran Príncep del Bosc, a la seqüela directa a vídeo de Disney Bambi II.

### Teatre (1990–present)
Després de l'inici de "La nova generació", Stewart aviat va descobrir que trobava a faltar actuar als escenaris. Tot i que va continuar associat amb la Royal Shakespeare Company, el llarg rodatge de la sèrie li havia impedit participar en la majoria d'altres obres, deixant un "buit enorme" de molts anys al seu CV com a actor shakespearià, cosa que li va fer perdre oportunitats d'interpretar papers tan notables com Hamlet, Romeo i Richard III. En canvi, Stewart va començar a escriure actuacionds en solitari que va interpretar a les universitats i escoles d'interpretació de Califòrnia. Un d'aquests, una versió de l'obra de Charles Dickens Cançó de Nadal en què va interpretar els més de 40 personatges, també es va convertir en ideal per a ell com a actor, a causa del seu horari d'actuació limitat.

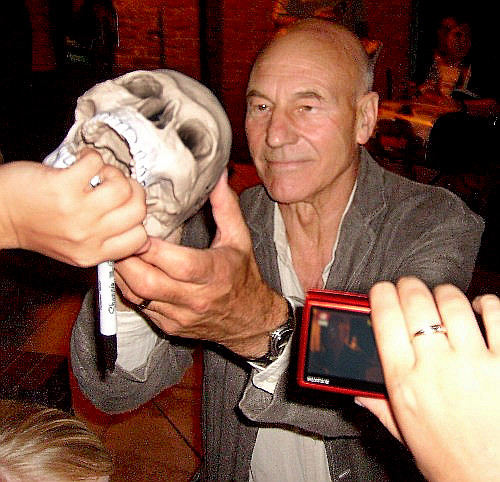
Stewart signant autògrafs després d'una producció de Hamlet a la RSC el juliol de 2008

El 1991, Stewart la va representar a Broadway, rebent una nominació per al Premi Drama Desk al Millor Espectacle Individual d'aquell any. Va fer actuacions a Broadway el 1992 i el 1994, amb la representació del 1993 a Londres i la del 1996 a Los Angeles. Stewart va tornar a portar l'espectacle a Broadway el 2001, i tots els beneficis es van destinar a organitzacions benèfiques, i els ingressos de l'espectacle del 28 de desembre, concretament, es van destinar a la campanya dels atacs de l'11 de setembre de l'Actors Fund of America. Es va reobrir una temporada de 23 dies al West End de Londres el desembre de 2005. Per les seves actuacions en aquest obra, Stewart va rebre el Premi Drama Desk a la millor actuació en solitari el 1992 i el Premi Laurence Olivier al millor espectacle per a actuació en solitari el 1994. També va ser el coproductor de l'espectacle, a través de l'empresa que va crear per a aquest propòsit: Camm Lane Productions, una referència al seu lloc de naixement a Camm Lane, Mirfield.

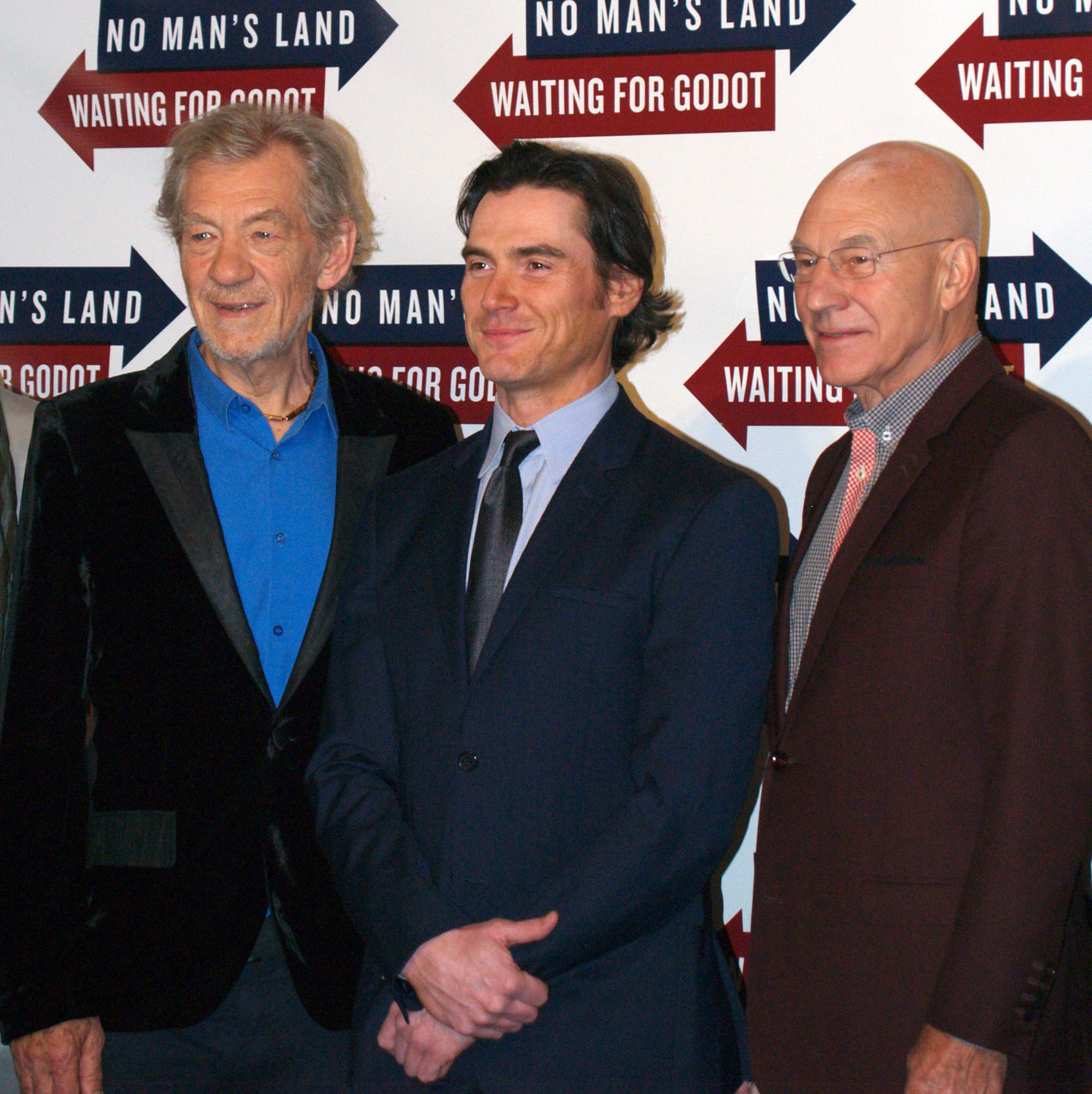
Stewart amb els actors Ian McKellen i Billy Crudup en un acte de premsa el setembre de 2013 al restaurant Sardi's per a Tot esperant Godot i No Man's Land

Els papers de Shakespeare durant aquest període van incloure Pròspero a La tempesta de Shakespeare, a Broadway el 1995, un paper que repetiria a la producció de Rupert Goold del 2006 de La tempesta com a part del Festival d'Obres Completes de la Royal Shakespeare Company. El 1997, va assumir el paper d'Otel·lo amb la Shakespeare Theatre Company (Washington, D.C.) en una producció "foto negativa" d'un Otel·lo blanc amb un repartiment completament negre. Stewart havia volgut interpretar el paper principal des dels 14 anys, així que ell i el director Jude Kelly van invertir l'obra de manera que Otel·lo es va convertir en un comentari sobre un home blanc que entra a la societat negra.
Els crítics [de teatre de Londres]... l'han acollit potser amb el major elogi que poden evocar. Diuen que ha superat la indignitat que destrueix la tècnica de ser una gran estrella de la televisió americana. 
Va tornar a interpretar Antoni al costat de Cleopatra, de Harriet Walter, a Antoni i Cleopatra al Novello Theatre de Londres el 2007, amb excel·lents crítiques. Durant aquest període, Stewart també es va dirigir a la Durham Union Society sobre la seva vida al cinema i al teatre. Quan Stewart va començar a interpretar Macbeth al West End el 2007, alguns van dir que era massa gran per al paper; Ell i l'espectacle van tornar a rebre excel·lents crítiques, i un crític va qualificar Stewart com "un dels nostres millors actors shakespearians". Va ser nomenat el proper Cameron Mackintosh professor visitant de teatre contemporani amb seu al St Catherine's College, Oxford el gener de 2007. El 2008, Stewart va interpretar el rei Claudi a Hamlet al costat de David Tennant. Va guanyar el Premi Laurence Olivier al millor actor secundari pel paper. Quan va recollir el premi, el va dedicar "en part" a Tennant i al seu suplent, Edward Bennett, després que la lesió d'esquena de Tennant i la posterior absència de quatre setmanes d'"Hamlet" el desqualifiquessin d'una nominació a l'Olivier.
El 2009, Stewart va aparèixer al costat d'Ian McKellen com el duo principal de Vladimir (Didi) i Estragon (Gogo) a "Tot esperant Godot". Stewart només havia aparegut una vegada al costat de McKellen a l'escenari, però la parella havia desenvolupat una estreta amistat mentre esperaven al plató de rodatge de les pel·lícules dels "X-Men". Stewart va afirmar que actuar en aquesta obra era la consecució d'una ambició de 50 anys, havent vist Peter O'Toole aparèixer-hi al Bristol Old Vic quan Stewart només tenia 17 anys. Els crítics van afirmar que la seva interpretació captura bé l'equilibri entre humor i desesperació que caracteritza l'obra.
El 2014, Stewart i McKellen van aparèixer a Broadway amb dues produccions alternades, Tot esperant Godot i No Man's Land. Per promocionar les obres, Stewart i McKellen van seguir el suggeriment de la dona de Stewart de fer una gira per la ciutat de Nova York en una campanya de Twitter en què els actors es farien fotografies divertides d'ells mateixos visitant diversos llocs turístics en els seus dies lliures mentre portaven el barret bombí dels seus personatges de "Godot". Tot i que el departament de màrqueting de les obres no va aprovar la idea, els actors van procedir amb la campanya publicitària de baix cost, que va resultar ser un gran èxit. A més, aquesta campanya va canviar la imatge de Stewart com a actor seriós emfatitzant el seu sentit de l'humor, cosa que va portar a aparicions freqüents com a convidat en diversos programes de comèdia.
Stewart ha estat un actor prolífic en actuacions de la Royal Shakespeare Company, apareixent en més de 60 produccions. La seva primera aparició va ser el 1966 a The Investigation i en els anys següents es va convertir en un membre clau de la companyia, assumint tres o quatre papers importants cada temporada. El 18 de novembre de 2012, Stewart va aparèixer a l'escenari del St Martin's Theatre del West End per a una representació del 60è aniversari de La ratera d'Agatha Christie, l'obra de teatre més antiga del món.

### Treball de veu

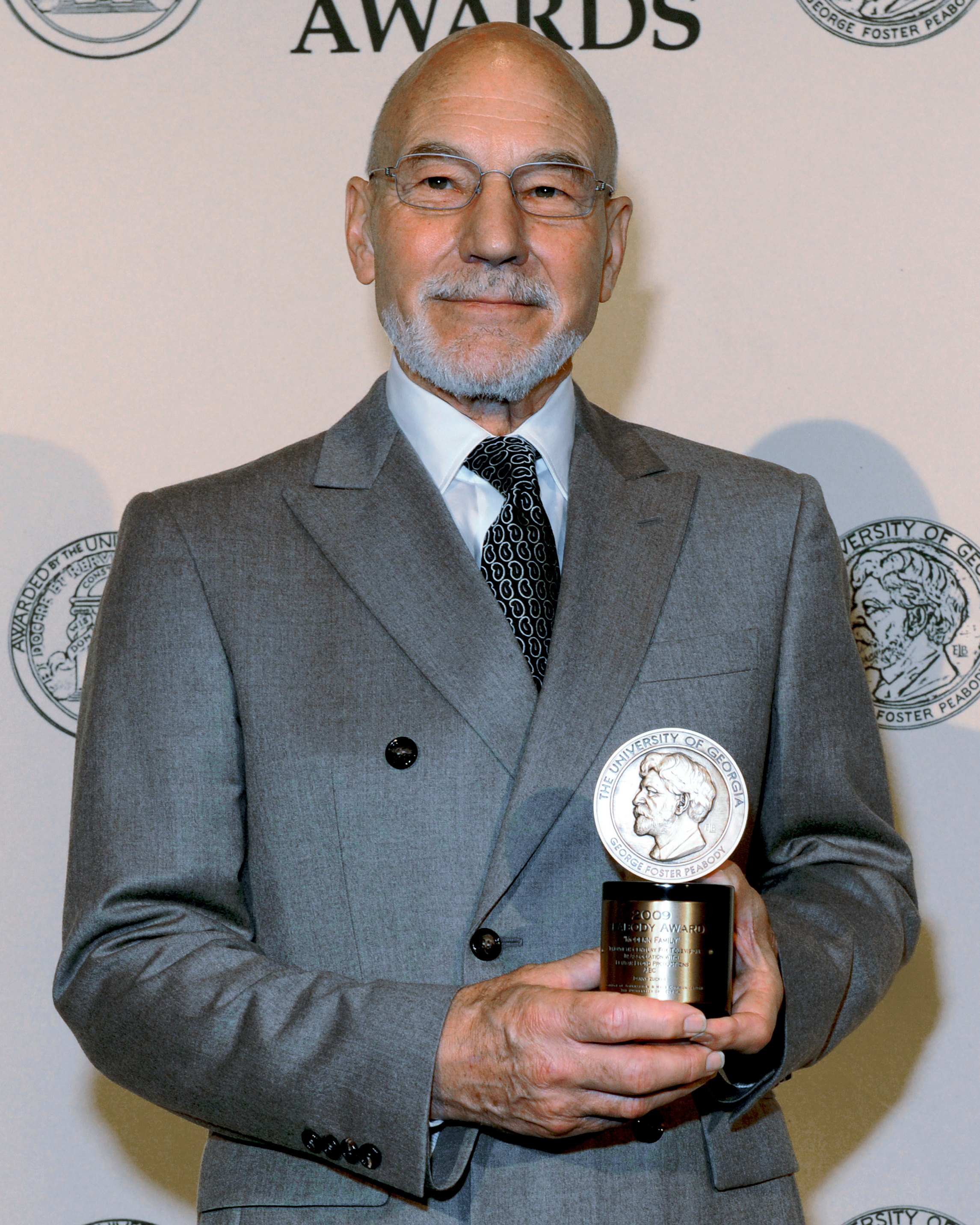
Stewart als Premis Peabody de 2012.

Conegut per la seva veu forta i autoritària, Stewart ha prestat la seva veu a diversos projectes. Ha narrat enregistraments de Pere i el llop de Sergei Prokofiev (guanyadora d'un Grammy), Les quatre estacions d'Antonio Vivaldi (que també havia estat narrada per William Shatner, L'última batalla de C. S. Lewis (conclusió de la sèrie Les cròniques de Nàrnia), Return to the Centre of the Earth de Rick Wakeman; així com nombrosos programes de televisió com ara High Spirits with Shirley Ghostman. Stewart va proporcionar la narració per a Nine Worlds, un recorregut astronòmic pel Sistema Solar i documentals de natura com ara The Secret of Life on Earth i Mountain Gorilla. Se'l sent com la veu del Mirall Màgic al programa en directe de Disneyland, Snow White – An Enchanting Musical. També va ser el narrador de l'estrena americana de Dragons: A Fantasy Made Real. És el narrador de dos programes de vídeo de gran format produïts i distribuïts per Loch Ness Productions, anomenats MarsQuest i The Voyager Encounters.
Va prestar la seva veu als videojocs Star Trek produïts per Activision Star Trek: Armada, Armada II, Star Trek: Starfleet Command III, Star Trek: Invasion, Bridge Commander i Elite Force II, tots repetint el seu paper de Picard. Stewart va repetir el seu paper de Picard a Star Trek: Legacy tant per a PC com per a Xbox 360, juntament amb els altres quatre capitans importants de la Flota Estel·lar de les diferents sèries de Star Trek.
A més de posar veu als seus personatges de Star Trek i X-Men en diversos jocs d'ordinador i videojocs relacionats, Stewart va treballar com a actor de veu en jocs no relacionats amb ambdues franquícies, com ara Castlevania: Lords of Shadow, Forgotten Realms: Demon Stone, Lands of Lore: The Throne of Chaos i The Elder Scrolls IV: Oblivion, pels quals el 2006 va guanyar un Premi Spike TV Video Game pel seu treball com a emperador Uriel Septim. També va prestar la seva veu a diverses edicions de la Compton's Interactive Encyclopedia.
El seu talent vocal també va aparèixer en diversos anuncis, inclosos els anuncis de televisió del Regne Unit per al rellançament de TSB Bank, el lleixiu Domestos i Moneysupermarket.com, un anunci de combustible Shell i un anunci americà del medicament amb recepta Crestor. També va posar la veu als anuncis de televisió del Regne Unit i Austràlia per a la versió PAL de Final Fantasy XII.
Stewart va fer servir la seva veu per a cotxes Pontiac i Porsche i els anuncis de MasterCard Gold el 1996, i Goodyear Assurance Tyres el 2004.  També va fer doblatge per a televisions RCA. Va posar la veu a Max Winters a TMNT el març de 2007. El 2008, també va ser la veu dels anuncis de televisió de les cerveses Currys i Stella Artois. Actualment, se'l pot escoltar durant els anuncis de televisió de National Car Rental. Va posar veu al narrador del joc d'ordinador Electronic Arts, The Sims Medieval, per a la introducció cinemàtica i el tràiler del joc publicats el 22 de març de 2011. També va posar veu a les plaques de la història i al tràiler del MMOG LEGO Universe i al narrador de My Memory Of Us.

## Premis i honors
El 2004, Stewart va ser nomenat canceller de la Universitat de Huddersfield i posteriorment com a professor d'arts escèniques el juliol de 2008. En aquests càrrecs, Stewart ha assistit regularment a cerimònies de graduació al Regne Unit i Hong Kong i imparteix classes magistrals per a estudiants de teatre. Va deixar el càrrec de canceller el juliol de 2015 i va ser nomenat canceller emèrit a la cerimònia d'investidura del seu successor, el Príncep Andreu, duc de York. L'agost de 2016, un edifici de la universitat va ser rebatejat com a "Edifici Sir Patrick Stewart".

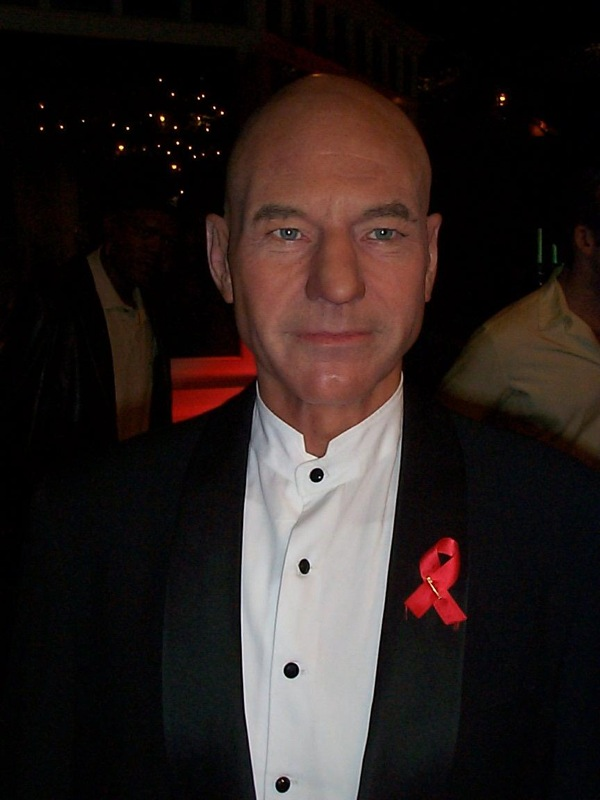
Figura de cera de Stewart a Madame Tussauds, Londres

El 16 de desembre de 1996, Patrick Stewart va rebre una estrella al Passeig de la Fama de Hollywood, al número 7021 de Hollywood Blvd. El 1993, TV Guide el va nomenar el Millor Actor de Televisió Dramàtica dels anys vuitanta. Stewart va ser nomenat Oficial de l'Orde de l'Imperi Britànic (OBE) als Honors de Cap d'Any 2001 pels seus serveis a la interpretació i al cinema i Knight Bachelor als Honors de Cap d'Any 2010 pels seus serveis al teatre. El títol de cavaller de Stewart va ser conferit per la reina Elisabet II del Regne Unit en una cerimònia d'investidura al Palau de Buckingham el 2 de juny de 2010. Stewart va portar la torxa olímpica el juliol de 2012 com a part del relleu oficial dels Jocs Olímpics d'estiu de  2012 i va declarar que va ser una experiència que "mai oblidarà", afegint que va ser millor que qualsevol estrena de pel·lícula. En una enquesta del 2018 per al Yorkshire Day, Stewart va ser classificat com el tercer millor home de Yorkshire de tots els temps, darrere del còmic dels Monty Python Michael Palin i el seu company actor Sean Bean.
El juliol de 2001, Stewart va rebre una beca honorífica de la Universitat de Gal·les, Cardiff. El 2011, va rebre un honorífic doctorat de lletres (D.Litt.) de la Universitat d'East Anglia.El juliol de 2014, va rebre un doctorat en lletres de la Universitat de Leeds. El maig de 2015, Stewart va rebre un doctorat honoris causa (Dr.h.c.) de la Vrije Universiteit Brussel. És membre emèrit del St Catherine's College, Oxford..
Del 2017 al 2021, Stewart va compartir amb Hugh Jackman el Guinness World Records per la carrera més llarga com a superheroi d'acció real de Marvel Comics per la seva interpretació del Professor X; posteriorment van ser eclipsats per Tobey Maguire i Willem Dafoe. El 2022, Stewart va recuperar el rècord apareixent com el personatge de Doctor Strange in the Multiverse of Madness, però va ser eclipsat de nou per Wesley Snipes el 2024. També el 2022, Stewart va ser guardonat com a membre honorari de l'Institution of Engineering and Technology (Hon FIET), això "en reconeixement a la inspiració donada a través de la promoció de la ciència i la tecnologia a les futures generacions d'enginyers i tècnics".

## Treball benèfic i activisme
El 2006, Stewart va fer un vídeo curt contra la violència domèstica per a Amnistia Internacional, en què recordava els atacs físics del seu pare a la seva mare i l'efecte que van tenir en ell de petit. Va dir: "El dany físic... [va ser] un dolor impactant. Però hi ha altres aspectes de la violència que tenen un impacte psicològic més durador en els membres de la família. És destructiva i contaminant. Com a nen que presencia aquests esdeveniments, no es pot evitar sentir-se responsable d'alguna manera; del dolor, dels crits i de la dissort". El mateix any, va donar el seu nom a una beca a la Universitat de Huddersfield, on va ser canceller (2004–2015), per finançar estudis de postgrau sobre violència domèstica. L'experiència infantil de Stewart també el va portar a convertir-se en mecenes de Refuge, una organització benèfica del Regne Unit per a dones maltractades.
El 2009, Stewart va pronunciar un discurs a la presentació de "Created Equal", un llibre sobre els drets de les dones, parlant de nou sobre les seves experiències personals amb la violència domèstica i els impactes que van tenir en ell. Va dir: "La violència és una elecció, i és una elecció que fa un home... l'impacte durador en la meva mare... i de fet en mi mateix... va ser extrem. Superar les lliçons d'aquell estereotip masculí que em van mostrar va ser una lluita." Ara espera donar exemple de "com ha estat estar en un entorn d'aquesta violència i que pot passar i que es pot sobreviure i, tot i que de vegades, encara és una lluita." A més, a l'octubre de 2011, va presentar una crida a la BBC Lifeline en nom de Refuge, parlant de la seva pròpia experiència de violència domèstica i entrevistant una dona la filla de la qual va ser assassinada pel seu exmarit.
Stewart ha donat suport a l'organització benèfica de les forces armades Combat Stress des que va descobrir el trastorn d'estrès posttraumàtic del seu pare quan investigava la genealogia de la seva família per a la sèrie documental  Who Do You Think You Are? És patró de l'United Nations Association – UK i va pronunciar un discurs al Fòrum de les Nacions Unides 2012 de l'UNA-UK el dissabte 14 de juliol 2012, parlant de les experiències del seu pare a la Segona Guerra Mundial, i de com creia que l'ONU era el millor llegat d'aquell període. El 15 d'abril de 2018, Stewart va assistir a l'esdeveniment de llançament del People's Vote, un grup de campanya que demanava una votació pública sobre l'acord final del Brexit entre el Regne Unit i la Unió Europea.
El 2019, va actuar com a portaveu de l'International Rescue Committee.
Stewart és un àvid defensor dels pitbulls. Ha acollit diversos gossos a través de Wags and Walks, un refugi de gossos a Los Angeles, i va ser homenatjat a la gala anual del refugi el 2018.Es va associar amb l'ASPCA el 2017 per a la seva campanya nacional de conscienciació sobre les lluites de gossos. Sovint tuiteja fotos d'ell amb els seus gossos d'acollida. El 2021, l'ASPCA li va donar el seu Premi al defensor i protector del pit bull.

## Vida personal

### Relacions i fills

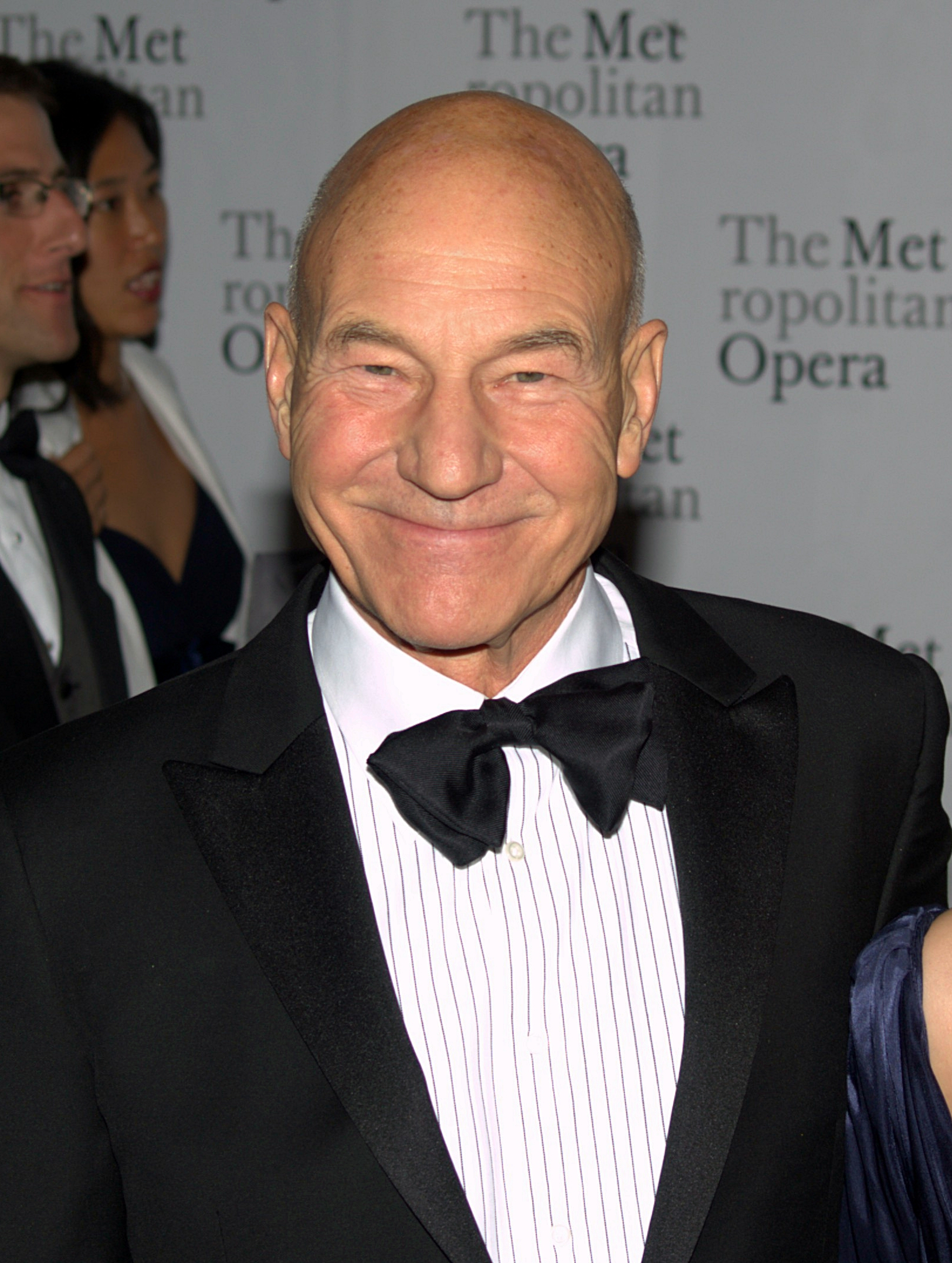
Stewart a l'estrena de Das Rheingold el 2010 al Metropolitan Opera

Stewart es va casar amb la seva primera esposa, Sheila Falconer, el 1966; es van divorciar el 1990. Junts, tenen un fill, Daniel, i una filla, Sophia. Daniel també és actor, i va aparèixer al costat del seu pare a la pel·lícula Death Train, la comèdia de situació Blunt Talk i l'episodi de Star Trek: La nova generació "La llum interior", interpretant el seu fill al final.
El 1997, Stewart es va comprometre amb la productora americana Wendy Neuss, una de les productores de Star Trek: La nova generació. Es van casar el 25 d'agost de 2000 i es van divorciar tres anys després. Quatre mesos abans del seu divorci de Neuss, Stewart va coprotagonitzar amb l'actriu anglesa Lisa Dillon una producció de The Master Builder, i tots dos van estar romànticament involucrats fins al 2007.
El 2008, Stewart va començar a sortir amb la cantant i compositora estatunidenca Sunny Ozell, a qui va conèixer mentre actuava a Macbeth a la Brooklyn Academy of Music. Va comprar una casa al barri de Park Slope de Brooklyn l'agost de 2012, i posteriorment van començar a viure-hi amb Ozell. El març de 2013, es va informar que estaven compromesos, i es van casar el setembre de 2013 amb Ian McKellen com a oficiant. El 2020, Stewart va revelar que el seu matrimoni amb Ozell a Nevada no havia estat legalment vinculant perquè les credencials matrimonials de McKellen no eren vàlides a Nevada. En assabentar-se que les credencials de McKellen no serien vàlides, la parella va celebrar una cerimònia oficial secreta amb McKellen en un restaurant mexicà de Los Angeles un parell de setmanes abans de la cerimònia de Nevada.

### Creences, causes i interessos
Stewart ha declarat que les seves polítiques estan arrelades en la creença en la "justícia" i "igualtat". Es considera un socialista i és membre del Partit Laborista. Va declarar: "El meu pare era un sindicalista molt dur i aquells temes fonamentals del Partit Laborista estaven arrelats en mi". Va ser crític amb la Guerra de l'Iraq i la legislació del govern del Regne Unit en l'àmbit de les llibertats civils, en particular els seus plans per ampliar la detenció sense càrrecs a 42 dies per a sospitosos de terrorisme. Va signar una carta oberta d'objecció a aquesta proposta el març del 2008. L'agost del 2018 va ser àmpliament citat erròniament pel Daily Telegraph, entre d'altres, que van anunciar que havia deixat el Partit Laborista a causa de les preocupacions sobre el lideratge de Jeremy Corbyn. Va publicar a Twitter per confirmar que havia estat citat malament i va negar que hagués abandonat el partit.
Stewart és ateu i un mecenes d'Humanists UK. També s'identifica com a feminista. Ha defensat públicament el dret al suïcidi assistit. El gener de 2011, es va convertir en mecenes de Dignity in Dying i fa campanya per una llei de mort assistida al Regne Unit.
L'agost de 2014, Stewart va ser una de les 200 figures públiques que van signar una carta a The Guardian expressant la seva esperança que Escòcia votés per romandre com a part del Regne Unit al referèndum sobre aquest tema. El 2016, Stewart va ser una de les més de 280 figures del món de les arts que van donar suport a la votació per romandre a la UE al referèndum sobre aquest tema.
El 2 de març de 2017, Stewart va dir que sol·licitaria la ciutadania estatunidenca per oposar-se a la administració Trump. Tanmateix, en una entrevista de la Press Association a la Gala de Recaptació de Fons Luminosa del British Film Institute el 3 d'octubre de 2017, va dir que esperava que els EUA aprovessin lleis d'armes més estrictes, però no va esmentar cap intenció de convertir-se en ciutadà estatunidenc per tal de fer realitat aquesta esperança.
Stewart és un seguidor de tota la vida del seu club local de futbol Huddersfield Town. Va ser a l'estadi de Wembley el 2017 quan el club va aconseguir l'ascens a la primera divisió per primera vegada des del 1972. Des del 2010, ha estat president del Huddersfield Town Academy, el projecte del club per identificar i desenvolupar joves talents.
En una entrevista amb American Theatre, va dir: "De tant en tant, tinc fantasies de convertir-me en pianista de concerts. He tingut la sort al llarg dels anys de treballar molt estretament amb el gran Emanuel Ax. Li he dit que si pogués canviar de lloc amb algú seria amb ell".
El 2015, Stewart va defensar els forners cristians amb seu a Belfast que van ser penalitzats per discriminació després de negar-se a coure un pastís amb les paraules "Doneu suport al matrimoni gai". Stewart, al seu perfil de Facebook, va dir que, tot i que encara s'oposava a la religió organitzada, "No va ser perquè fos una parella gai que s'hi van oposar, no va ser perquè estiguessin celebrant algun tipus de matrimoni o un acord entre ells. Van ser les paraules del pastís a les quals s'hi van oposar. Perquè van trobar les paraules ofensives. Jo donaria suport al seu dret a dir 'No, això és personalment ofensiu per a les meves creences, no ho faré'". Els forners cristians finalment van guanyar en una decisió històrica del Tribunal Suprem pel Regne Unit, gairebé simultàniament amb un cas similar als Estats Units.
Stewart és un àvid entusiasta dels cotxes i se'l veu regularment al Silverstone durant els caps de setmana del Gran Premi de la Gran Bretanya. Va dur a terme l'entrevista al podi amb els tres primers classificats del Gran Premi del Canadà de 2017. En una aparició el 2003 a Top Gear, va establir un temps de volta d'1 minut i 50 segons al programa "Star in a Reasonably Priced Car". Té una llicència de competició de Motorsport UK i va competir a la cursa Celebrity Challenge Silverstone Classic del 2012, acabant novè, a 3 m 02.808 s del guanyador Kelvin Fletcher.El 2012, Stewart va conèixer el seu heroi de les curses Stirling Moss pel documental de BBC Two Racing Legends.
Stewart és fan de la sèrie de televisió animada Beavis and Butt-Head.

## Filmografia
Les seves pel·lícules més destacades són
| Any  | Títol                                                                | Paper                              | Notes                              |
| ---- | -------------------------------------------------------------------- | ---------------------------------- | ---------------------------------- |
| 1974 | Fall of Eagles                                                       | Vladímir Lenin                     |                                    |
| 1975 | Hedda                                                                | Ejlert Løvborg                     |                                    |
| 1975 | Hennessy                                                             | Tilney                             |                                    |
| 1976 | Jo, Claudi                                                           | Sejanus                            |                                    |
| 1979 | Tinker, Tailor, Soldier, Spy                                         | Karla                              |                                    |
| 1980 | Little Lord Fauntleroy                                               | Wilkins                            |                                    |
| 1981 | Excàlibur                                                            | Leondegrance                       |                                    |
| 1982 | The Plague Dogss                                                     | Major                              | (veu)                              |
| 1982 | Smiley's People                                                      | Karla                              |                                    |
| 1984 | Uindii                                                               | Mr. Duffner                        |                                    |
| 1984 | Dune                                                                 | Gurney Halleck                     |                                    |
| 1985 | Força vital (Lifeforce)                                              | Dr. Armstrong                      |                                    |
| 1985 | Wild Geese II                                                        | Russian General                    |                                    |
| 1985 | Code Name: Emerald                                                   | Coronel Peters                     |                                    |
| 1985 | The Doctor and the Devils                                            | Professor Macklin                  |                                    |
| 1985 | Walls of Glass                                                       |                                    |                                    |
| 1986 | Lady Jane                                                            | Henry Grey/Dud ce Suffolk          |                                    |
| 1991 | L.A. Story                                                           | Mr. Perdue/ Maître d' com L'idiota |                                    |
| 1993 | Les boges, boges aventures de Robin Hood (Robin Hood: Men in Tights) | Ricard I d'Anglaterra              |                                    |
| 1993 | Frasier                                                              | Alastair Burke                     |                                    |
| 1994 | Gunmen                                                               | Loomis                             |                                    |
| 1994 | Star Trek VII: Generations                                           | Capità Jean-Luc Picard             |                                    |
| 1994 | El guardià de les paraules (The Pagemaster)                          | Aventures                          | (veu)                              |
| 1994 | In Search of Dr. Seuss                                               | Sergent Mulvaney                   |                                    |
| 1995 | Jeffrey                                                              | Sterling                           |                                    |
| 1995 | Let It Be Me                                                         | John                               |                                    |
| 1996 | Star Trek VIII: First Contact                                        | Capità Jean-Luc Picard             |                                    |
| 1996 | The Canterville Ghost                                                | Sir Simon de Canterville           | (TV)                               |
| 1997 | Conspiració (Conspiracy Theory)                                      | Dr. Jonas                          |                                    |
| 1997 | Masterminds                                                          | Rafe Bentley                       |                                    |
| 1998 | Star Trek IX: Insurrection: The Klingon Encounter                    | Capità Jean-Luc Picard             | (veu)                              |
| 1998 | Dad Savage                                                           | Dad Savage                         |                                    |
| 1998 | Moby Dick                                                            | Capità Ahab                        |                                    |
| 1998 | Safe House                                                           | Mace Sowell                        |                                    |
| 1998 | El príncep d'Egipte                                                  | Faraó Seti I                       | (veu)                              |
| 1999 | Conte de Nadal (A Christmas Carol)                                   | Ebenezer Scrooge                   |                                    |
| 1999 | Animal Farm                                                          | Napoleó                            | (veu)                              |
| 2000 | X-Men                                                                | Professor Charles Xavier           |                                    |
| 2001 | Jimmy Neutron: El nen inventor (Jimmy Neutron: Boy Genius)           | King Goobot                        | (veu)                              |
| 2002 | Star Trek: Nemesis                                                   | Capità Jean-Luc Picard             |                                    |
| 2002 | X-Men: Next Dimension                                                | Professor Charles Xavier           | (veu)                              |
| 2003 | X2: X-Men United                                                     | Professor Charles Xavier           |                                    |
| 2003 | The Lion in Winter                                                   | Enric II d'Anglaterra              |                                    |
| 2003 | X2: Wolverine's Revenge                                              | Professor Charles Xavier           | Vídeojoc (veu)                     |
| 2004 | X-Men Legends                                                        | Professor Charles Xavier           | Vídeojoc (veu)                     |
| 2004 | Boo, Zino & The Snurks                                               | Albert Drollinger                  |                                    |
| 2004 | Steamboy                                                             | Dr. Lloyd Steam                    | (veu)                              |
| 2005 | X-Men Legends II: Rise of Apocalypse                                 | Professor Charles Xavier           | Video Game (veu)                   |
| 2005 | The Game of Their Lives                                              | Older Dent McSkimming              |                                    |
| 2005 | Chicken Little                                                       | Mr. Woolensworth                   | (veu)                              |
| 2005 | Mysterious Island                                                    | Nemo                               |                                    |
| 2005 | Nausicaä of the Valley of the Wind                                   | Lord Yupa                          | (veu)                              |
| 2005 | The Snow Queen                                                       | The Raven                          | (veu)                              |
| 2005 | American Dad!                                                        | Avery Bullock                      | (veu)                              |
| 2006 | Bambi II                                                             | The Great Prince/Stag              | (veu)                              |
| 2006 | X-Men: The Official Game                                             | Professor Charles Xavier           | Vídeojoc (veu)                     |
| 2006 | X-Men: La decisió final                                              | Professor Charles Xavier           |                                    |
| 2006 | The Elder Scrolls IV: Oblivion                                       | Emperador Uriel VII                | Vídeojoc (veu)                     |
| 2006 | Star Trek: Legacy                                                    | Capità Jean-Luc Picard             | Vídeojoc (veu)                     |
| 2007 | TMNT: Tortugues Ninja Joves Mutants                                  | Max Winters/Yaotl                  | (veu)                              |
| 2007 | Earth                                                                | Narrador                           | (veu)                              |
| 2009 | X-Men Origins: Wolverine                                             | Professor Charles Xavier           | Cameo (Computer-generated imagery) |
| 2009 | The Invention of Lying                                               | Narrador                           |                                    |
| 2010 | Alice in Wonderland                                                  | narrador                           | (veu, uncredited)                  |
| 2010 | Castlevania: Lords of Shadow                                         | Zobek                              | (veu, videojoc)                    |

## Audiollibres
- 2005: The Last Battle de C. S. Lewis
- 2006: A Christmas Carol de Charles Dickens (Audible)
- 2023: Making It So: A Memoir d'ell mateix

## Llibres
- Stewart, Patrick. Making It So: A Memoir.  New York, NY: Gallery Books, 2023. ISBN 9781982167738. OCLC 1398633873.